# Helpless Rain
「Helpless Rain」（ヘルプレス・レイン）は、中島美嘉の4枚目のシングル。

## 解説
- 前作から3ヶ月ぶりのシングル。
- 表題曲は無名時代の福岡の恩師・shinyaが作曲したR&Bミディアム・バラード。
- カップリング曲「Helpless Rain（But I'm fallin' too deep）」は、Heartsdalesとm-floのVERBALをフィーチャーした別バージョン。

## 収録曲
1. Helpless Rain
  - 作詞：おちまさと／作曲：shinya／編曲：今井大介
  - ラ・パルレCMソング
2. Helpless Rain（But I'm fallin' too deep）
  - 作詞：おちまさと、Heartsdales、VERBAL／作曲：shinya、VERBAL、今井大介／編曲：今井大介
3. Destiny's Lotus（Version）
  - 作詞：中島美嘉／作曲：Gajin／編曲：テイ＄トウワ
4. Helpless Rain（Instrumental）

## 収録アルバム
- TRUE (#1)
- TEARS (#1)